# Kenny Grohowski
Kenny Grohowski est un batteur de jazz américain, connu pour ses projets post-punk, il a joué avec Lonnie Plaxico, Herbie Hancock, Andy Milne, Helen Sung et Scott Tixier.

## Discographie
- New Age Of Aquarius Contrology Records 1999
- Y'All Just Don't Know Concord Records 2003
- Lonnie Plaxico Group (live at the Stone) 2007 DVD
- Layers Of Chance Contrology Records/ObliqSound 2008

Avec John Zorn
- Abraxas: Book of Angels Volume 19 (2012)
- Psychomagia (2014)
- Simulacrum (2015)
- The True Discoveries of Witches and Demons (2015)
- Inferno (2015)
- The Painted Bird (2016)
- 49 Acts of Unspeakable Depravity in the Abominable Life and Times of Gilles de Rais (2016)
- The Garden of Earthly Delights (2017)
- Insurrection (2018)